# Phyllogyalidea epiphylla
Phyllogyalidea epiphylla är en lavart som först beskrevs av Vezda, och fick sitt nu gällande namn av Lücking & Aptroot. Phyllogyalidea epiphylla ingår i släktet Phyllogyalidea och familjen Gomphillaceae.   Inga underarter finns listade i Catalogue of Life.